# Christov
Christov ist ein Familienname.

## Herkunft und Bedeutung
Der Name ist eine Variante des Namens Christoph.

## Namensträger
- Carolyn Christov-Bakargiev (* 1957), US-amerikanische Kuratorin
- Vojtěch Christov (* 1945), slowakischer Fußballschiedsrichter